# Église Saint-Pierre-aux-Liens de La Celle-sur-Seine
Pour les articles homonymes, voir Église Saint-Pierre-aux-Liens.
L’église Saint-Pierre-aux-Liens, ou simplement église Saint-Pierre, est un édifice religieux catholique situé à Vernou-la-Celle-sur-Seine, en France. Il est inscrit aux monuments historiques depuis 1926.

## Situation et accès
L’édifice est situé à l’angle de la Grande Rue (route départementale 39) et de la rue de la Plage, dans la partie La Celle-sur-Seine (anciennement distincte) de la commune de Vernou-la-Celle-sur-Seine, au sud-ouest de son territoire. Plus largement, il se trouve dans le département de Seine-et-Marne, en région Île-de-France.

## Statut patrimonial et juridique
L’église fait l’objet d’une inscription au titre des monuments historiques par arrêté du 18 mars 1926, en tant que propriété de la commune.